# 谷口謙 (1925年生)
谷口 謙（たにぐち けん、1925年5月28日 - 2022年10月3日）は、京都府中郡口大野村（現・京丹後市大宮町口大野）出身の医師・詩人。京丹後市名誉市民。

## 経歴

### 青年期
1925年（大正14年）5月28日、京都府中郡口大野村（現・京丹後市大宮町口大野）に生まれた。父は開業医の谷口海山、母はしん。父方の曽祖父は峰山藩士の儒医であり、母方の曽祖父は姫路藩勘定奉行、母方の祖父は姫路町収入役だった。夭逝した兄、2人の姉がいた。2歳だった1927年（昭和2年）3月7日に北丹後地震を経験したが、幼少だったため地震の記憶はないという。
1932年4月（昭和7年）に口大野尋常高等小学校に入学し、1938年（昭和13年）3月に卒業した。1938年（昭和13年）4月に京都府立宮津中学校（現・京都府立宮津高等学校）に入学し、口大野駅から宮津駅まで汽車で通学した。1940年（昭和15年）秋頃には高校受験を控えて宮津市本町で下宿するようになり、1942年（昭和17年）3月に宮津中学校を卒業すると、1942年（昭和17年）4月には旧制松江高等学校（現・島根大学）理科甲類に入学した。
1944年（昭和19年）には徴兵検査で第一乙種合格となり、同年には福岡県門司市の軍需工場に学徒動員されたが、病気のために帰郷した。同年10月には京都帝国大学医学部に入学した。大阪城の第4師団司令部で陸軍軍医委託生試験を受けたが不合格だった。1947年（昭和22年）9月6日には父の海山が死去した。大学時代には京都大学学園新聞に随筆を連載し、芥川龍之介、太宰治、坂口安吾などについて論じた。

### 医師時代

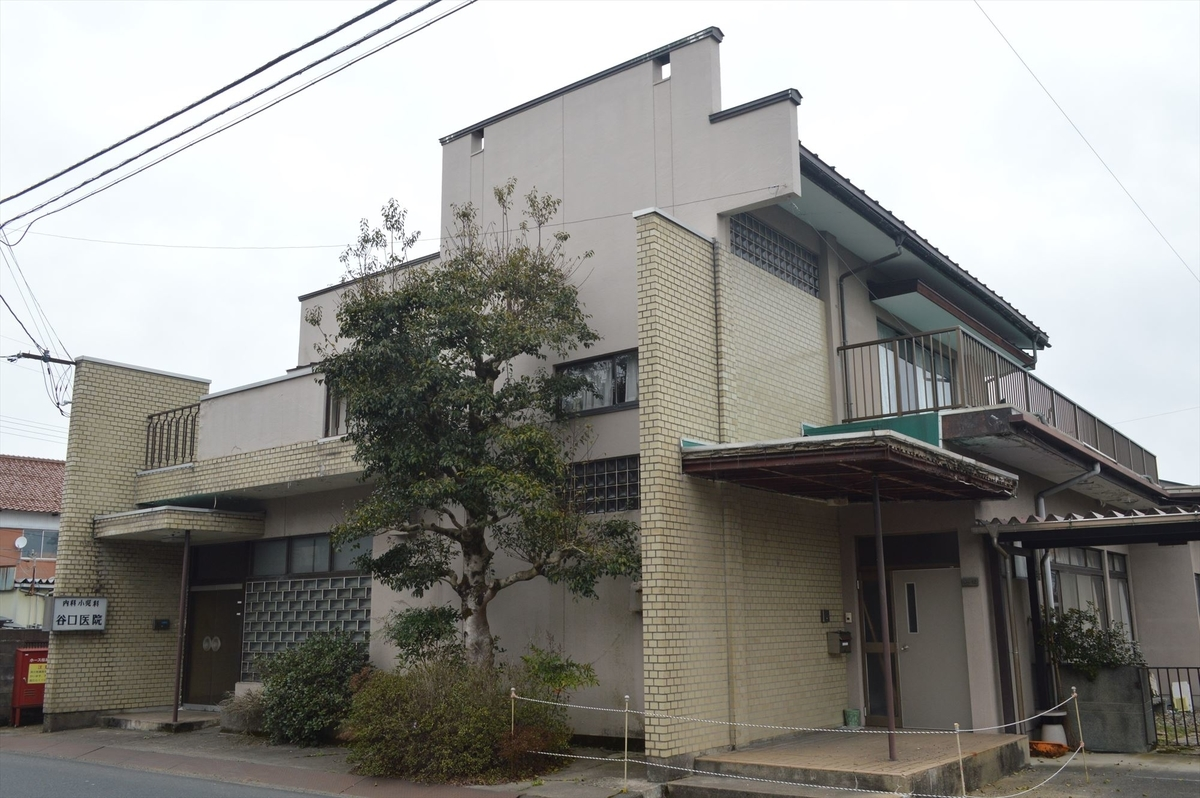
口大野にある谷口医院

1948年（昭和23年）9月に京都大学医学部を卒業し、10月には国立舞鶴病院で無給のインターン生となった。1950年（昭和25年）1月には医師国家試験に合格し、峰山町にある丹後中央病院に嘱託として採用された。11月には丹後中央病院を退職し、12月25日には故郷の口大野で内科・小児科医院を開業した。26歳だった1951年（昭和26年）4月1日には臼井書房から第一詩集『風信旗』を刊行し、以後には多数の詩集・エッセイ集を発表している。
1951年（昭和26年）10月15日には小北節子と結婚し、1952年（昭和27年）12月20日には長男の信吉が生まれた。1953年（昭和28年）には母校である京都府立宮津高等学校の校歌を作詞した。1955年（昭和31年）7月5日には長女の美紀子が生まれ、1957年（昭和32年）7月24日には次女の美礼が生まれた。1960年（昭和35年）頃から郷土史に興味を抱くようになり、特に丹後時代の与謝蕪村に着目した。
1977年（昭和52年）には母のしんが死去した。1980年（昭和55年）、母校の宮津高校に校歌碑が建立された。2月29日、1990年（平成2年）11月13日、大宮町と与謝郡野田川町を隔てる平地峠の平地地蔵公園に谷口の詩碑「佳日」が建てられた。1996年（平成8年）7月1日には京都府警察医を委託し、峰山警察署の担当となった。京丹後市発足直前の2004年（平成16年）3月18日には大宮町名誉町民に推挙され、同年4月1日の京丹後市発足後には京丹後市名誉市民となった。

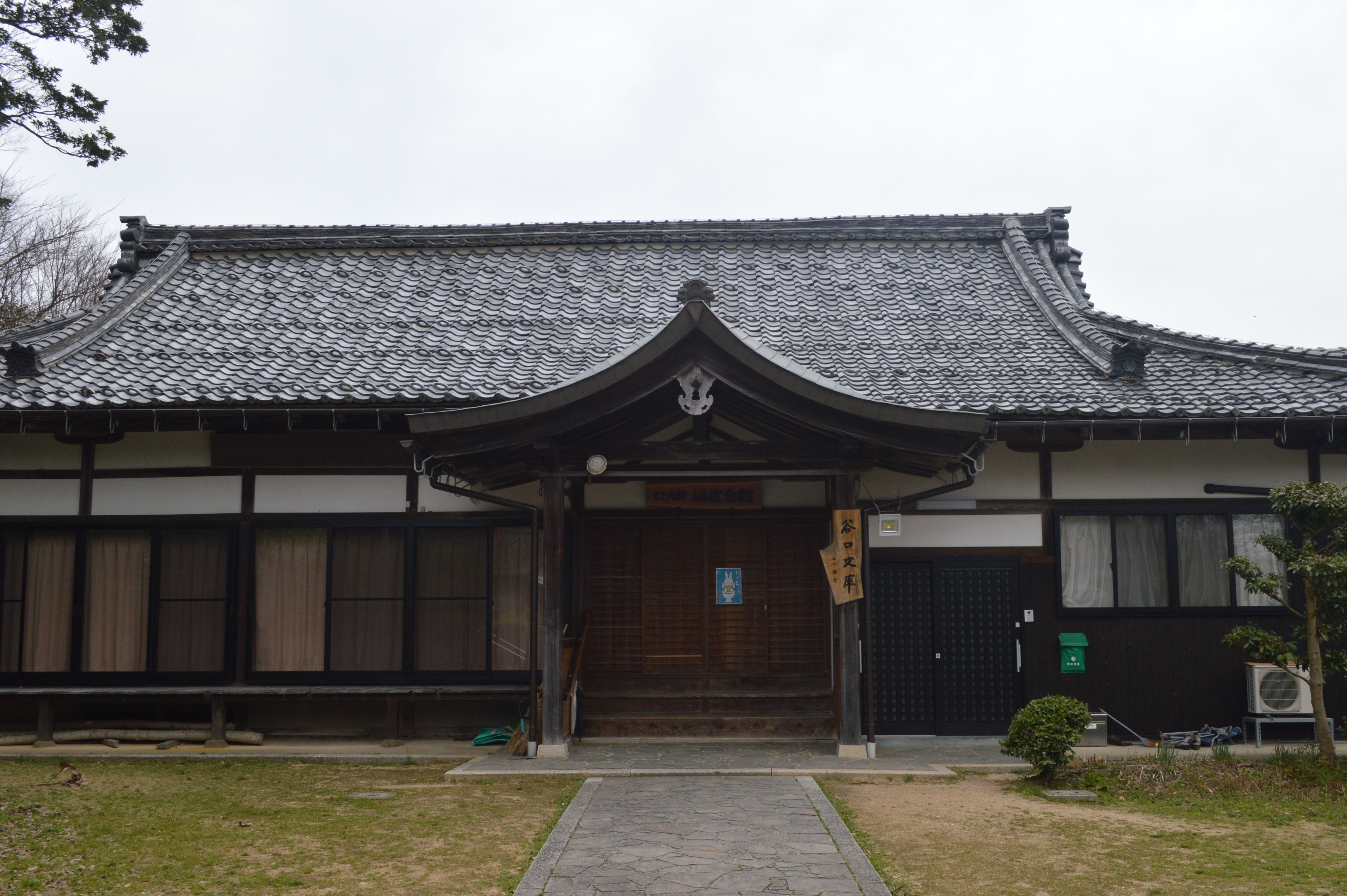
谷口文庫がある口大野城址会館

2009年（平成21年）には谷口医院を閉院させ、京丹後市から岐阜県に転居した。故郷の京丹後市大宮図書室には、谷口から寄贈された蔵書や詩に関する書籍などを集めた「谷口謙文庫」が設置されている。2015年（平成27年）には、京丹後市が谷口からの寄付金を基にして、就学困難者を支援する「京丹後市谷口謙・未来応援基金」を設立した。2017年（平成29年）4月9日には、大野神社社務所が谷口の功績を称えて口大野城址会館として整備された。口大野城址会館は口大野区に移管され、一般開放される生涯学習拠点に生まれ変わった。谷口の著書や蔵書1000冊超が谷口文庫として設置されている。
2022年（令和4年）10月3日、老衰によって死去した。

## 受賞・受章
- 1978年（昭和53年） - 紺綬褒章[8]
- 1988年（昭和63年） - 大宮町功労者表彰[8]
- 1989年（平成元年） - 学校医表彰[8]
- 1992年（平成4年） - 第2回現代詩人アンソロジー賞（「暖冬」で）
- 1996年（平成8年） - 文部大臣表彰[8]
- 1997年（平成9年） - 京都府市町村自治功労者表彰[8]
- 2002年（平成14年） - 公衆衛生事業功労者厚生労働大臣表彰[8]
- 2004年（平成16年） - 大宮町名誉町民
- 2004年（平成16年） - 京丹後市名誉市民

## 著作

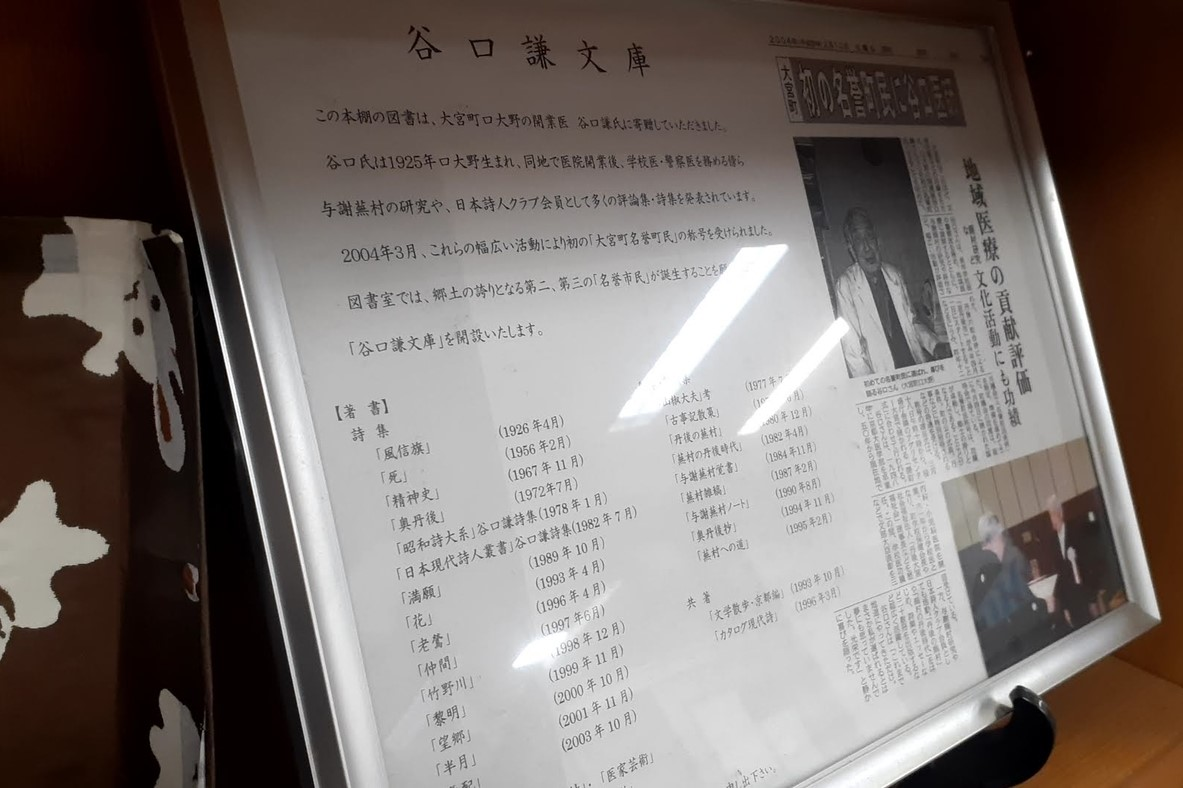
大宮図書室にある谷口謙文庫

### 詩集
- 1951年（昭和26年） - 『風信旗』臼井書房
- 1956年（昭和3年） - 『死』ユリイカ
- 1967年（昭和42年） - 『精神史』木犀書房
- 1972年（昭和47年） - 『奥丹後』木犀書房
- 1978年（昭和53年） - 『昭和詩大系 谷口謙詩集』宝文館出版
- 1982年（昭和57年） - 『日本現代詩人叢書 谷口謙詩集』芸風書院
- 1989年（平成元年） - 『満願』土曜美術社
- 1993年（平成5年） - 『花』銀河書房
- 1996年（平成8年） - 『老鶯』人間の科学社
- 1997年（平成9年） - 『仲間』人間の科学社
- 1998年（平成10年） - 『竹野川』出版研
- 1999年（平成11年） - 『黎明』出版研
- 2000年（平成12年） - 『望郷』出版研
- 2001年（平成13年） - 『半月』出版研
- 2003年（平成15年） - 『気配』詩学社
- 2004年（平成16年） - 『新・日本現代詩文庫 29 谷口謙詩集』土曜美術社
- 2005年（平成17年） - 『切畑』土曜美術社
- 2006年（平成18年） - 『二重奏』土曜美術社
- 2007年（平成19年） - 『漁師』土曜美術社
- 2008年（平成20年） - 『惨禍』土曜美術社
- 2011年（平成23年） - 『大江山』土曜美術社
- 2012年（平成24年） - 『雪』土曜美術社
- 2016年（平成28年） - 『明日目が覚めたら』土曜美術社

### エッセイ集など
- 1977年（昭和52年） - 『「山椒大夫」考』私家版
- 1979年（昭和54年） - 『古事散策』浮標の会
- 1980年（昭和55年） - 『丹後の蕪村』浮標の会
- 1980年（昭和55年） - 『蕪村の丹後時代』人間の科学社
- 1984年（昭和59年） - 『与謝蕪村覚書』人間の科学社
- 1985年（昭和60年） - 『蕪村雑考』人間の科学社
- 1989年（平成元年） - 『与謝蕪村ノート』人間の科学社
- 1994年（平成6年） - 『奥丹後抄』日本図書刊行会
- 1995年（平成7年） - 『蕪村への道』人間の科学社
- 2014年（平成26年） - 『漂萍の記 老いて後』ウインかもがわ